# Наречені Фу Манчу
Наречені Фу Манчу (англ. The Brides of Fu Manchu) — британсько-німецький пригодницький фільм 1966 року

## Сюжет
Доктор Фу Манчу поглинений ідеєю світового панування. Азійський лиходій викрадає дочок відомих вчених. Замість викупу він вимагає, щоб батьки допомогли у створенні смертоносного променя, за допомогою якого він має намір захопити весь світ. Але йому знову протистоїть комісар Скотланд-Ярду Нейланд Сміт.

## У ролях
| Актор                  | Роль                     |
| ---------------------- | ------------------------ |
| Крістофер Лі           | Фу Манчу                 |
| Дуглас Вілмер          | сер Денніс Нейланд Сміт  |
| Хайнц Драхе            | Франц Баумер             |
| Марі Верзіні           | Марі Ленц                |
| Говард Меріон-Кроуфорд | доктор Петрі             |
| Тсаі Чин               | Лін Тан                  |
| Руперт Девіс           | Жюль Мерлін              |
| Кеннет Фортеск'ю       | сержант Спайсер          |
| Джозеф Фюрст           | Отто Ленц                |
| Роже Анен              | інспектор П'єр Грімальді |
| Харальд Лейпніц        | Ніккі Шелдон             |
| Керол Грей             | Мішель Мерлін            |
| Берт Квук              | Фен                      |